# Лала Мнацаканян
Лала Бабкенівна Мнацаканян (8 жовтня 1957, Єреван — 22 червня 2024, там само) — радянська і вірменська акторка театру та кіно, педагог. Заслужена артистка Вірменії (2006).

## Життєпис
Закінчила Єреванський державний інститут театру і кіно.

## Вибіркова фільмографія
- Вершник, якого чекають (1984)
- Товариш Панджуні (1992)